# Cripple Bastards
Cripple Bastards ist eine italienische Grindcore-Band aus Asti. Die Band wurde 1988 gegründet.

## Geschichte
Cripple Bastards wurde im März 1988 von dem damals 14-jährigen „Giulio the Bastard“ (Schlagzeug/Gesang) und dem 17-jährigen „Alberto the Crippler“ gegründet. Beide hatten bereits vorher in lokalen Thrash-Metal- und Punkbands gespielt. Mit Cripple Bastards wollten die beiden ihre Verehrung für alten italienischen Hardcore Punk, wie zum Beispiel für die Bands Raw Power und Negazione ausdrücken, aber gleichzeitig auch diesen Musikstil mit dem frisch entstandenen Grindcore (Napalm Death, Carcass) mischen. Zu Beginn übernahmen sie die pathologischen Texte von Carcass und mischten diesen mit dem musikalischen Stil früher Noisecore-Bands wie Seven Minutes of Nausea. Zwischen 1988 und 1993 nahm die Gruppe fünf Demos und drei 7’’-EPs auf. Der Vertrieb erfolgte über ein D.I.Y.-Label, das Giulio gegründet hatte. 1996 folgte das Debütalbum Your Lies in Check.
Die ersten zehn Jahre waren durch zahlreiche personelle Änderungen geprägt. Erst 1998 fand sich ein stabiles Line-up. Allerdings verließ Gründungsmitglied „Alberto the Crippler“ im gleichen Jahr die Band. Seit 1998 besteht die Band aus „Giulio the Bastard“ (Gesang), „Schintu the Wretched“ (Bass), „Der Kommissar“ (Gitarre) und Al Mazzotti (Schlagzeug). 2000 erschien das zweite Album Misantropo a senso unico, das in den Vereinigten Staaten auf dem American Recordings erschien. 2003 folgte Desperately Insensitive (Necropolis Records). Das folgende Album erschien 2008 über Feto Records, bei dem die Gruppe zum 20-jährigen Jubiläum unterschrieben hatte. Neben diesen Alben erschienen zahlreiche Singles, Split-Veröffentlichungen und zwei Kompilationen (Best Crimes, 1996 und Almost Human, 2000). Im Februar 2014 erschien Nero in Metastasi bei Relapse Records.

## Stil
Cripple Bastards spielt eine Mischung aus Grindcore, Old-School-Hardcore-Punk und Death Metal. Die Stücke sind allesamt kurz gehalten und werden sehr schnell gespielt. Waren die Texte zu Beginn eher im Splatter-Stil gehalten und an alte Carcass angelehnt, so sind sie heute eher politisch links einzuordnen und handeln von aktuellen Problemen.

## Diskografie

### Alben
- 1996: Your Lies in Check
- 2000: Misantropo a senso unico
- 2003: Desparetly Insensitive
- 2008: Variante alla morte
- 2014: Nero in Metastasi
- 2018: La Fine Cresce da Dentro

### Kompilationen
- 1996: Best Crimes
- 2000: Falafel Grind – 32 Bands Proving That Cripple Bastards Suck!!! (Tributalbum)
- 2001: Almost Human
- 2007: Blackmails and Assholism (Doppel-DVD)
- 2010: Age of Vandalism (4-CD-Box)

### Split-Veröffentlichungen/EPs
- 1991: Split-EP mit Violent Headache
- 1993: Split-EP mit W.B.I.
- 1993: Life’s Built on Thoughts (EP)
- 1994: Split-EP mit Patareni
- 1994: Frammenti de vita (EP)
- 1994: Split-EP mit Social Genocide
- 1994: Split-EP mit Senseless Apocalypse
- 1995: Split-EP mit Psychotic Noise
- 1995: Split-EP mit Präparation-H
- 1996: Split-EP mit Carcass Grinder
- 1996: Split-10’’ mit Patareni
- 1997: Split-LP mit Suppression
- 1997: 4-Way-CD mit P.E.L.M.E., Urban Decay & The Dread
- 1997: Massacrecore (Live-EP)
- 1998: Split-EP mit I.R.F.
- 1999: Split-EP mit P.E.L.M.E.
- 1999: Split-EP mit World
- 1999: Live to Hate People (3’’-CD)
- 2000: Split-EP mit Comrades
- 2000: Il grande silenzio (EP)
- 2001: Split-EP mit Corrupted
- 2002: Split-EP mit Regurgitate
- 2003: 3-Way-CD mit Total Fucking Destruction & C.H.C.
- 2004: Split-EP mit Eyehategod
- 2006: 3-Way-CD mit Skruigners & Woptime
- 2006: Split-EP mit Sublime Cadaveric Decomposition